# Kurt Böttger (Fußballspieler)
Kurt Böttger (Lebensdaten unbekannt) war ein deutscher Fußballspieler.

## Karriere

### Vereine
Böttger gehörte den Sportfreunden Halle als Mittelfeldspieler an, für die er in der Gauliga Mitte, eine von 16 Gauligen zur Zeit des Nationalsozialismus als einheitliche höchste Spielklasse im Deutschen Reich, Punktspiele bestritt.
Zur Saison 1934/35 erstmals aufgestiegen, folgte 1937/38 und 1939/40 – erneut aufgestiegen – der Abstieg, sowie 1942/43 der dritte Aufstieg. Die letzte Saison in dieser Spielklasse bestritt der Verein im Jahn-Bezirk, einer von fünf Bezirken der Gauliga Mitte vor dem Ende des Zweiten Weltkriegs.
Im 1935 eingeführten Wettbewerb um den Tschammerpokal, dem Pokalwettbewerb für Vereinsmannschaften, spielte er für die Sportfreunde Halle am 19. Juli 1942 bei der 1:2-Erstrundenniederlage gegen den SC Minerva 93.

### Auswahlmannschaft
Als Spieler der Gauauswahlmannschaft Mitte nahm er 1935 am Gauauswahlwettbewerb um den Bundespokal teil. Über das Achtel- und Viertelfinale, das mit 3:2 n. V. bzw. mit 2:0 gegen die Gauauswahlmannschaften Südwest bzw. Niedersachsen gewonnen wurde, erreichte seine Mannschaft das am 3. März 1935 in Hamburg angesetzte Halbfinale. Auf dem Sportplatz am Rothenbaum gewann er mit seiner Mannschaft vor 17.000 Zuschauern gegen die Gauauswahlmannschaft Nordmark – nach 0:2-Rückstand – durch jeweils zwei Tore von Hans Schlag und Hans Reimann noch mit 4:2. Das am 24. März 1935 im Berliner Poststadion gegen die Gauauswahlmannschaft Berlin-Brandenburg vor 30.000 Zuschauern ausgetragene Finale wurde mit 2:0 gewonnen, wobei er seine Mannschaft mit dem ersten Tor in der 26. Minute in Führung schoss.

## Erfolge
- Bundespokal-Sieger 1935